# Mitsubishi Sagamihara Dynaboars
Maillots
Dernière mise à jour : 3 janvier 2021.
Les Mitsubishi Sagamihara Dynaboars sont une équipe japonaise de rugby à XV, basée à Sagamihara. Ils participent à la Japan Rugby League One depuis 2020.
Le club est la propriété de l'entreprise Mitsubishi Heavy Industries. Son surnom de Dynaboars est un amalgame entre les mots Dynamic (dynamique), et Boars (sanglier) qui est l'emblème du club.

## Histoire
L'équipe des Mitsubishi Heavy Industries Sagamihara a été créée en 1971, et n'a fait ses débuts en compétition officielle seulement dix ans après, en 1981. Ils sont alors inclus dans le championnat préfectoral de Kanagawa. Ils accèdent à la troisième division en 1986, puis à la deuxième division en 1988, avant d'accéder à la première division en 2001. Ils ne restent donc qu'une saison en élite avant d'être rétrogradés.
En 2003, ils sont inclus en Top League Est A lors de sa création. Ils remportent ce championnat en 2007 et accèdent pour la Top League pour la première fois de leur histoire. Ils changent alors de nom et deviennent les Mitsubishi Sagamihara Dynaboars. Lors de la saison 2007-2008, ils finissent bon dernier, en perdant tous leurs matchs, et retournent jouer en division inférieure. Ils remportent à nouveau la Top League Est A quatre ans de suite (2013, 2014, 2015 et 2016), mais échouent ensuite dans le tournoi qualificatif, et ne retrouvent pas la Top League.
En 2017-2018, ils sont intégrés au nouveau championnat Top Challenge League. Dès la première saison à ce niveau, il termine à la seconde place du championnat, leur permettant ainsi d'accéder à nouveau à la Top League, dix ans après leur relégation.

## Palmarès
- Vainqueur de la Top League Est A en 2007, 2013, 2014, 2015 et 2016.

## Personnalités du club

### Joueurs emblématiques et célèbres
- Colin Slade  (depuis 2020)
- Stephen Donald  (2013-2015)
- Anthony Boric  (2013-2014)
- Troy Flavell  (2008-2010)
- Viliami Ma'afu  (2010-2012)
- Ryan Nicholas  (2015-2018)
- Waisale Serevi  (1993-1996)
- Shane Williams  (2012-2014)
- Dave Walder  (2011-2013)

### Effectif 2024/2025
(c) pour le capitaine, Gras pour un joueur international